# 1982年の相撲
1982年の相撲（1982ねんのすもう）は、1982年の相撲関係のできごとについて述べる。

## 大相撲

### できごと
- 1月、8日目当時の皇太子一家観戦。元関脇黒姫山引退、年寄錦島襲名。場所後の番付編成会議で隆の里の大関昇進決定。協会役員改選で理事長春日野を5選。新理事に鏡山、春日山。出羽海、時津風の2理事は在京理事に。藤島（元大関貴ノ花）独立。2月に藤島部屋落成。
- 3月、元前頭11大剛引退、年寄鳴戸襲名。
- 4月、春日野理事長が藍綬褒章受章。
- 5月、夏場所で各段すべてで決定戦。決定戦制度が設定以降初めて。この場所から新弟子検査基準改正。年齢に関係なく173cm、75kg以上とする。8日目、昭和天皇観戦。元前頭4枚目吉の谷引退、年寄山科襲名。大鵬親方、「世界人道主義賞」を受賞。
- 7月、停年退職規定の一部改定。呼出、床山、若者頭、世話人、職員は満63歳で停年。
- 9月、秋場所4日目、昭和天皇観戦。6日目、富士櫻が連続出場回数1426で史上単独1位。10日目、北の湖が通算勝ち星を873とし、史上単独1位。元小結青葉山引退、年寄桐山襲名。
- 10月、高島部屋が閉鎖、熊ヶ谷部屋に合併。
- 11月、九州場所で逆鉾が新入幕。親子幕内は史上4組目。力士養成費、場所手当改正。元小結双津竜引退、年寄錦島襲名。場所後の番付編成会議で若島津が大関昇進。
- 12月、湊（元小結豊山）独立。川口市に湊部屋落成。伊勢ノ海親方（元前頭筆頭柏戸）死去、64歳。元関脇藤ノ川の立川が部屋継承。伊勢ノ海親方協会葬。

### 本場所
- 一月場所（蔵前国技館・10日～24日）
幕内最高優勝 : 北の湖敏満（13勝2敗,23回目）
　殊勲賞-佐田の海、敢闘賞-隆の里、技能賞-若島津
十両優勝 : 嗣子鵬慶昌（13勝2敗）
- 三月場所（大阪府立体育館・14日～28日）
幕内最高優勝 : 千代の富士貢（13勝2敗,4回目）
　殊勲賞-出羽の花、敢闘賞-麒麟児、技能賞-出羽の花
十両優勝 :大豊昌央（12勝3敗）
- 五月場所（蔵前国技館・9日～23日）
幕内最高優勝 : 千代の富士貢（13勝2敗,5回目）
　殊勲賞-朝汐、敢闘賞-朝汐、技能賞-出羽の花
十両優勝 : 斉須稔（11勝4敗）
- 七月場所（愛知県体育館・4日～18日）
幕内最高優勝 : 千代の富士貢（12勝3敗,6回目）
　殊勲賞-朝汐、敢闘賞-闘竜、技能賞-高望山
十両優勝 : 若瀬川亙（11勝4敗）
- 九月場所（蔵前国技館・12日～26日）
幕内最高優勝 : 隆の里俊英(15戦全勝,初）
　殊勲賞-大寿山、敢闘賞-若島津、北天佑、技能賞-若島津
十両優勝 : 嗣子鵬慶昌（13勝2敗）
- 十一月場所（福岡国際センター・14日～28日）
幕内最高優勝 : 千代の富士貢（14勝1敗,7回目）
　殊勲賞-北天佑、敢闘賞-大潮、技能賞-若島津
十両優勝 : 播竜山孝晴（13勝2敗）
- 年間最優秀力士賞：千代の富士貢(74勝16敗)
- 年間最多勝：千代の富士貢(74勝16敗)

## 誕生
- 1月18日 - 寶智山幸観（最高位：前頭14枚目、所属：中立部屋→境川部屋、年寄：立田川）[1][2]
- 1月31日 - 翔天狼大士（最高位：前頭2枚目、所属：武蔵川部屋→藤島部屋、年寄：出来山）[3][4]
- 2月6日 - 白露山佑太（最高位：前頭2枚目、所属：二十山部屋→北の湖部屋）[5]
- 3月19日 - 嘉風雅継（最高位：関脇、所属：尾車部屋、年寄：中村）[5]
- 6月13日 - 鬼嵐力（最高位：十両7枚目、所属：朝日山部屋）[6]
- 7月26日 - 双大竜亮三（最高位：前頭15枚目、所属：時津風部屋）[7]
- 8月21日 - 大道健二（最高位：前頭8枚目、所属：阿武松部屋、年寄：阿武松）[8]
- 10月5日 - 北太樹明義（最高位：前頭2枚目、所属：北の湖部屋→山響部屋、年寄：小野川）[9]

## 死去
- 1月7日 - 番神山政三郎（最高位：前頭2枚目、所属：雷部屋→白玉部屋→八角部屋→鏡山部屋、* 1909年【明治42年】）[10]
- 1月19日 - 神生山清（最高位：前頭15枚目、所属：二所ノ関部屋、* 1931年【昭和6年】）[11]
- 5月14日 - 陸奥錦建市（最高位：十両9枚目、所属：振分部屋、* 1897年【明治30年】）
- 6月30日 - 若港三郎（最高位：前頭3枚目、所属：富士ヶ根部屋、* 1909年【明治42年】）[12]
- 12月2日 - 倭岩英太郎（最高位：前頭13枚目、所属：出羽海部屋、* 1910年【明治43年】）[13]
- 12月8日 - 綾櫻由太郎（最高位：関脇、所属：入間川部屋→出羽海部屋→千賀ノ浦部屋→出羽海部屋、* 1898年【明治31年】）[14]
- 12月11日 - 柏戸秀剛（最高位：前頭筆頭、所属：春日山部屋→伊勢ノ海部屋→錦島部屋、年寄：伊勢ノ海、* 1918年【大正7年】）[15]
- 12月30日 - 若浪義光（最高位：前頭19枚目、所属：立浪部屋、* 1914年【大正3年】）[16]